# Boadilla del Monte
Boadilla del Monte es un municipio y localidad española de la Comunidad de Madrid, en la zona oeste del área metropolitana de la capital. Cuenta con una población de 65 839 habitantes (INE 2024).

## Toponimia
El nombre de Boadilla aparece desde el año 1208 como Bobadilla o Bovadilla:
«Bovadella in parte Madrit... sicut uadit ipsa carrera ad eclesiam de Bobadella... uadit apud Maquedam per Bovadellam...».
La palabra posiblemente procede del latín boa, que hace referencia a una planta parecida a un junco, según el profesor Jiménez de Gregorio. Otros estudiosos no descartan el origen árabe del topónimo, que sería Boadil-la.
Totalmente a descartar es el origen desde el apellido de doña Beatriz de Boadilla, ya que este personaje vivió en el siglo XV, cuando el topónimo ya existía desde dos siglos. Más bien, sería el apellido De Boadilla que tiene orígenes en la localidad.

## Símbolos
El escudo heráldico que representa al municipio fue aprobado por Real Decreto el 6 de octubre de 1977 con el siguiente blasón:

«De oro, cinco encinas arrancadas de sinople, puestas en aspa; en orla una cadena de sable negro. Al timbre, corona real cerrada»
Boletín Oficial del Estado nº 266 de 7 de noviembre de 1977

La descripción textual de la bandera, aprobada por acuerdo de 22 de febrero de 2007 es la siguiente:

«Bandera: Paño rectangular, de proporciones 2:3, dividido verticalmente en dos partes iguales, de color verde al asta y amarillo al batiente. Al centro, el escudo municipal de Boadilla del Monte en sus colores»
Boletín Oficial de la Comunidad de Madrid nº 58 de 9 de marzo de 2007

## Historia
Los orígenes de Boadilla como población se remontan a un pasado árabe, pues se han encontrado yacimientos que así lo corroboran, concretamente el hallazgo de unos cimientos de argamasa, pertenecientes a una supuesta mezquita, y por la aparición de unas sepulturas que posiblemente son árabes. Ello hace pensar que el propio nombre podría derivarse del árabe Boadil-la, lo que indicaría que durante un tiempo estuvo bajo el dominio sarraceno. También se descubrieron yacimientos de un posible asentamiento medieval, pero no hay constancia escrita de ningún hecho relevante en la zona durante esa época.
También se señala que la idea acerca de que el nombre de la villa pueda derivar de «boa», que en el siglo XIII, entre otras acepciones, significaba 'planta parecida al junco'. Lo que sí parece claro es que el sobrenombre «del Monte» fue añadido con posterioridad, apareciendo una de las primeras veces en 1575.
Se plantea la teoría acerca de que Boadilla fuese el apellido del dueño de las tierras donde está ubicada. En el siglo XV, los primeros poseedores del título de Condes de Chinchón eran D. Andrés Cabrera y su mujer, Dña. Beatriz de Bobadilla, merced que les dieron los Reyes Católicos para premiar la lealtad del primero como alcaide del Alcázar de Segovia, y Boadilla era parte del señorío, luego Condado, de Chinchón.
El Señorío de Boadilla del Monte perteneció, entre otros, a los Condes de Toreno y a los Marqueses de Mirabal. Doña Josefa de Mirabal, III Marquesa de Mirabal, consiguió permiso del Consejo de Castilla para enajenar el Señorío y venderlo al Infante Don Luis, que encargó al arquitecto Ventura Rodríguez remodelar el Palacio de las Dos Torres.

### SigloXIX
Así se describe a Boadilla del Monte en la página 363 del tomo IV del Diccionario geográfico-estadístico-histórico de España y sus posesiones de Ultramar, obra impulsada por Pascual Madoz a mediados del siglo XIX:

BOADILLA DEL MONTE

Villa con ayuntamiento en la provincia, audiencia territorial y capitanía general de Madrid (2 1/2 leguas), partido judicial de Navalcarnero (3), diócesis de Toledo (12).
Situada en terreno montuoso, la combaten en general el viento E, y su clima es propenso a intermitentes o tercianas.
Tiene 46 casas de buena construcción, en particular las que pertenecen a varios señores de Madrid, un magnífico palacio de los condes de Chinchón, con ermita, jardines espaciosos y de gran mérito, y una soberbia fuente de jaspe, un pósito, casa de ayuntamiento, cárcel, escuela de instrucción primaria común a ambos sexos, servida por un maestro con la dotación de 1.080 reales, 2 fuentes de aguas cristalinas y potables, un convento de religiosas carmelitas y una iglesia parroquial (San Cristóbal), servida por un párroco cuyo curato es de primer ascenso y de patronato del Estado; tiene por anejos a Romanillos y la Vega.
En las afueras a unos 400 pasos N hay una ermita (San Sebastián), en la que está el cementerio, y por el lado de Madrid un paseo y una alameda de 1/2 legua de extensión.
El término se extiende una legua en todas direcciones y confina N Majadahonda y Romanillos; E Villaviciosa y Alcorcón, y por el S y O el mismo y Pozuelo de Aravaca; brotan en él más de 24 fuentes.
El terreno es inferior a 2/3 partes y en una regular; está circuido, excepto por el E, de montes bien poblados; hay algunas huertas que se hallan regadas por las aguas de un arroyo sin nombre, el que tiene origen inmediato al pueblo y desagua en el Guadarrama, cerca de Villaviciosa.
Caminos: a los pueblos limítrofes y uno de Extremadura a Madrid. El correo se recibe de Madrid por valijero, que paga en unión con Pozuelo, los jueves y domingos, saliendo los mismos días.
Producciones: trigo, cebada, centeno, algarrobas, garbanzos superiores, guisantes, habas y avena; cría ganado lanar, vacuno y asnal; hay caza abundante de conejos, algunas perdices y liebres.
Industria: agricultura. Comercio: exportación de los frutos sobrantes para Madrid y pueblos inmediatos.
Población: 50 vecinos, 227 almas.

Capital productivo: 2.054.450 reales. Imponible: 90.282. El presupuesto municipal asciende a 8.000 reales y se cubre con el producto de propios en su mayor parte, y el déficit por reparto vecinal.

A mediados del siglo XIX incorporó a su término municipal el antiguo municipio de Romanillos, que contaba con 30 habitantes.

## Geografía
La localidad está situada a una altitud de 682 m s. n. m.
Se ubica en un terreno cruzado por arroyos, además del río Guadarrama. Se hallan grandes extensiones de encinas, pinos, leñas altas y bajas y pastizales. Es una topografía ondulada pero de pendientes suaves con orientación general al S.O.
El término municipal de Boadilla del Monte se encuentra al oeste de Madrid y limita al norte con Majadahonda, al sur con Villaviciosa de Odón y Alcorcón, al este con Pozuelo de Alarcón y al oeste con Brunete y Villanueva de la Cañada.
| Noroeste: Villanueva de la Cañada        | Norte: Majadahonda        | Nordeste: Majadahonda    |
| Oeste: Villanueva de la Cañada y Brunete |                           | Este: Pozuelo de Alarcón |
| Suroeste: Villaviciosa de Odón           | Sur: Villaviciosa de Odón | Sureste: Alcorcón        |

### Suelos
Prácticamente la totalidad del término municipal pertenece al mioceno inferior, clasificándose su suelo dentro del samartiense, con composición de calizas, margas y yeso.

### Clima
- Temperatura media anual: 13,6 °C[10]
- Precipitación media anual: 500,5 m³ de marzo a diciembre.

Los vientos dominantes son del suroeste y posee un clima templado y moderado con 5 °C de media en el mes más frío (enero) y de 24,1 °C de media en el mes más cálido (julio).

### Hidrografía
- Ríos: Guadarrama, Aulencia
- Arroyos: Calabozo, Las Pueblas, Valenoso, Prado Grande, Los Pastores, Los Mojuelos.

### Flora
Encinas, pinos, robles, fresnos, leñas altas y bajas y pastizales.

## Demografía
Boadilla del Monte cuenta con una población de 65 839 habitantes (INE 2024).
| Gráfica de evolución demográfica de Boadilla del Monte entre 1842 y 2021 |
| |
| Población de derecho según los censos de población del INE Población de hecho según los censos de población del INEEn 1857 crece el término del municipio porque incorpora a Romanillos |

### Urbanismo

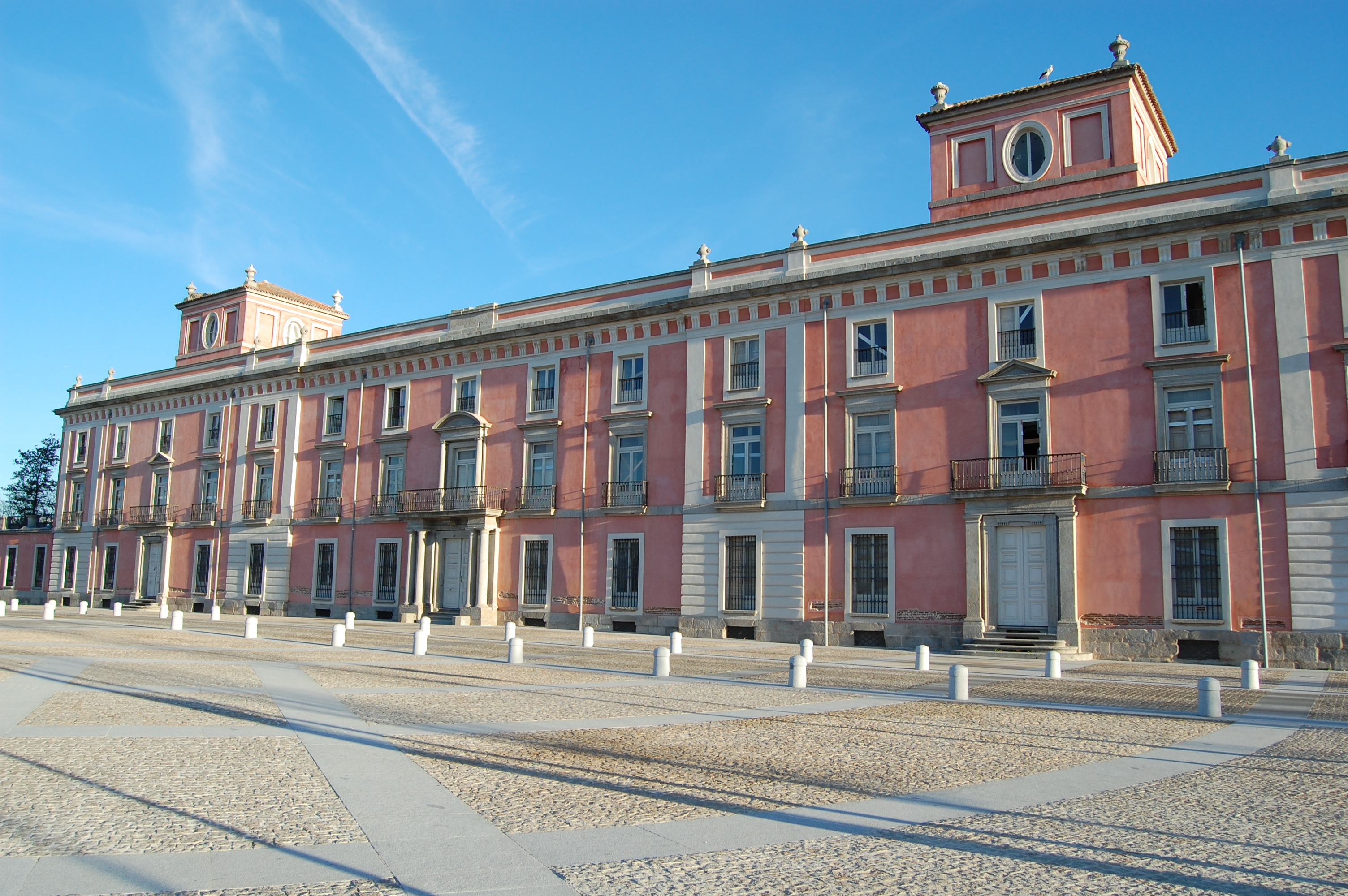
Fachada principal del Palacio del Infante don Luis

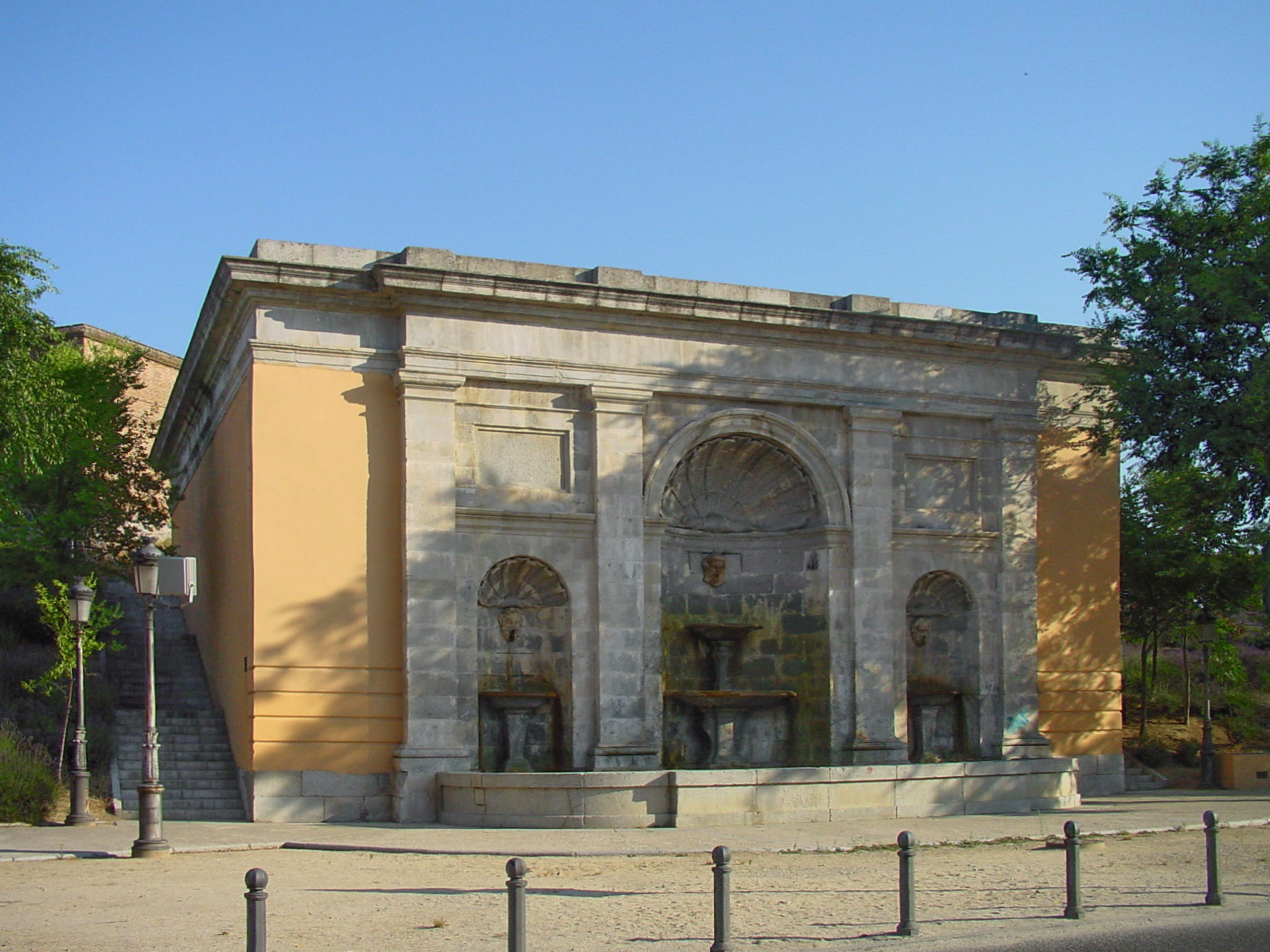
Fuente de Ventura Rodríguez

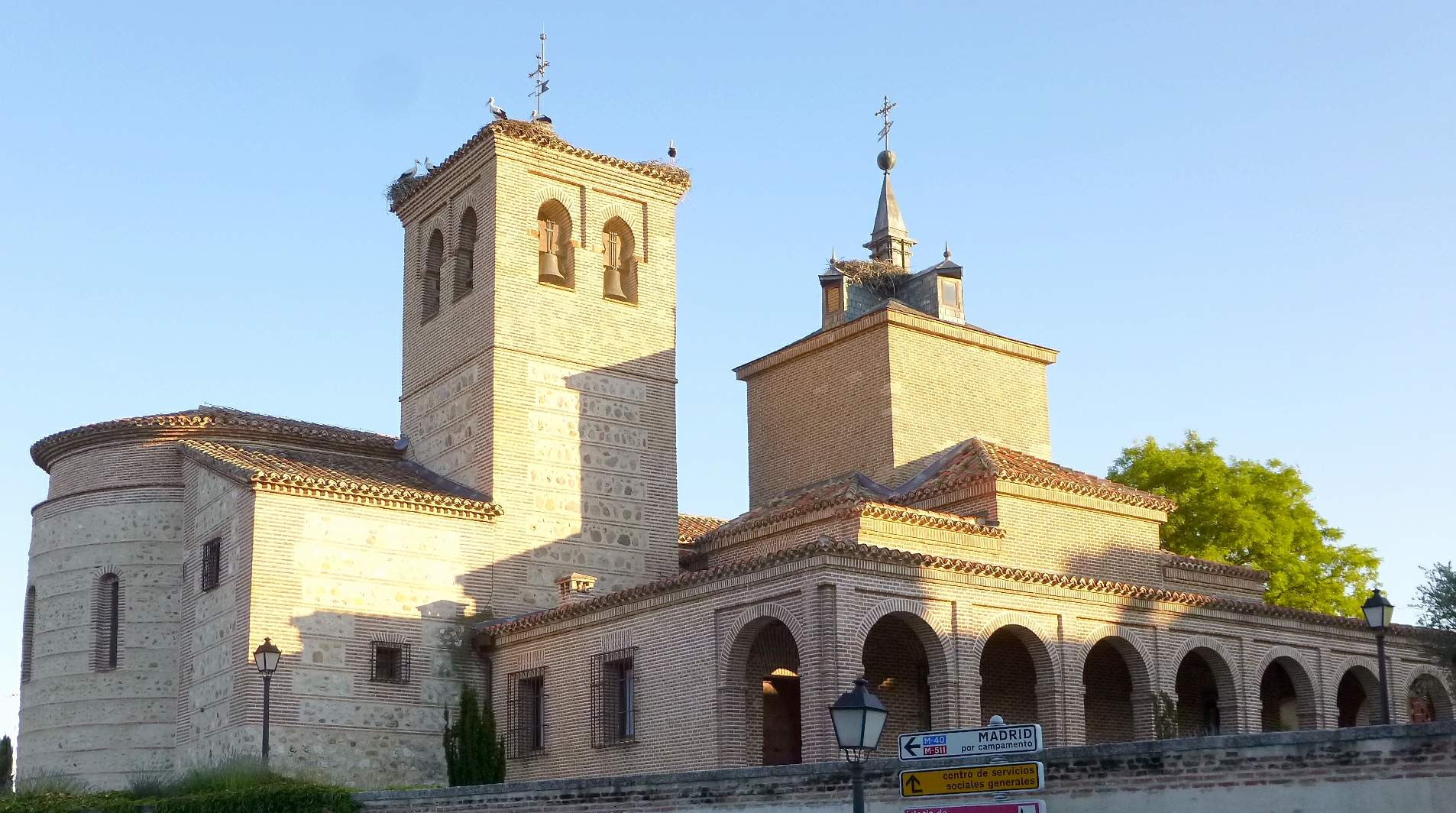
Iglesia parroquial de San Cristóbal

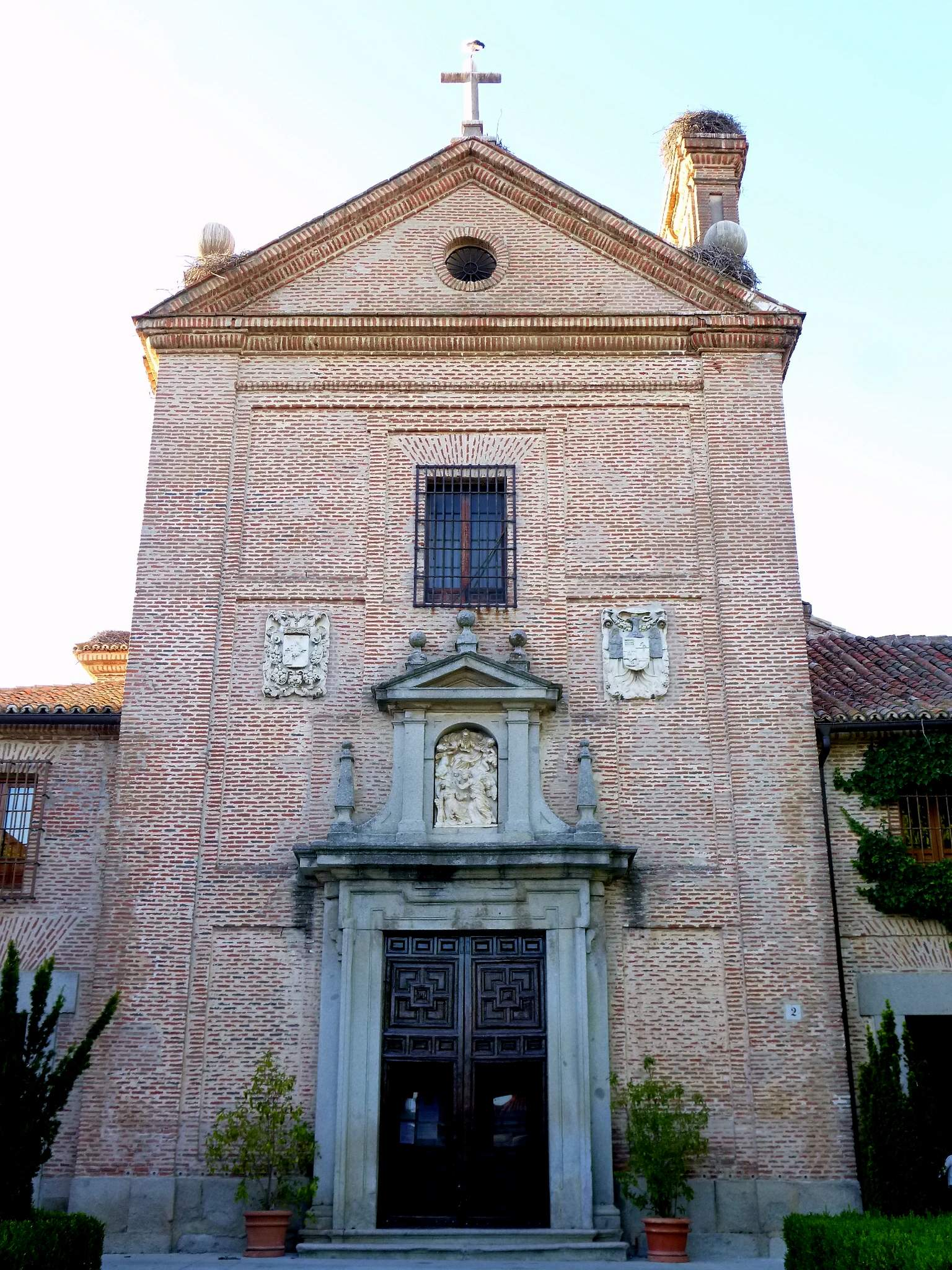
Convento de la Encarnación

Aparte del casco histórico original, a partir de la década de 1960 y 1970 se empezaron a desarrollar de manera independiente a este diferentes áreas residenciales de viviendas unifamiliares de grandes parcelas independientes. De este modo, parte del monte de Boadilla es comprado para la construcción de las urbanizaciones de Montepríncipe y Monte de las Encinas. Igualmente se irán desarrollando otras más al oeste: Las Lomas, Olivar de Mirabal, Parque Boadilla, Bonanza; y más recientemente Pino Centinela, Valdecabañas y Valdepastores. Todas estas urbanizaciones fueron orientadas en un principio a residentes de alto poder adquisitivo, pero durante sus primeros años de existencia el bajo precio del suelo favoreció la ocupación de sus parcelas por población de un más variado espectro socioeconómico proveniente de Madrid para su uso como segunda residencia. Sin embargo, con el crecimiento del área metropolitana de Madrid estas áreas finalmente han acabado transformándose en áreas residenciales exclusivas y de alto poder adquisitivo en la línea de otras de similares características en los municipios cercanos de Pozuelo de Alarcón, Majadahonda, Las Rozas o Villaviciosa de Odón. Todas ellas forman parte de las denominadas de manera genérica urbanizaciones históricas.
Durante la década de 1980 se realizó una ampliación hacia el oeste del casco urbano histórico de Boadilla en la zona denominada actualmente como Residencial de las Eras, con un tipo de ocupación basado en viviendas unifamiliares adosadas, presentando una mayor densidad que las urbanizaciones históricas, y organizándose en torno al centro comercial del Zoco de Boadilla.
Este paisaje urbano se mantuvo hasta finales del siglo XX: un núcleo denso y compacto formado por el núcleo histórico y el residencial de las Eras; las agrupadas como urbanizaciones noreste (Olivar de Mirabal, Las Lomas, Parque Boadilla, Bonanza, Pino Centinela, Valdecabañas, Valdepastores y Monte de las Encinas) y ya en el límite este del término municipal y separada del resto, la urbanización de Montepríncipe.
Los últimos desarrollos urbanísticos a partir de finales de la década de 1990 han estado orientados a vincular físicamente el núcleo urbano original con las urbanizaciones noreste, mediante el desarrollo de los sectores urbanos 2, 3 y B (marcando la separación entre ellos la autopista M-50); hoy en día agrupados bajo la denominación de Residencial siglo XXI, aunque más popularmente conocido como sector B; y del área de Viñas Viejas junto a las urbanizaciones de El Olivar de Mirabal y de Las Lomas. Estos nuevos desarrollos presentan una ocupación mixta basada en viviendas unifamiliares adosadas y pareadas así como bloques de viviendas de baja altura con multitud de zonas verdes públicas y privadas en urbanizaciones cerradas, y usos comerciales a lo largo de los ejes viales principales.
Aparte de las áreas residenciales mencionadas, cabe señalar el desarrollo de nuevas áreas de uso terciario en el término municipal a partir de la década de 1990 en el borde sur del término municipal, separado del monte de Boadilla y de las áreas residenciales por la autovía M-501: el polígono empresarial de Prado del Espino, contiguo al polígono industrial de Ventorro del Cano perteneciente al término municipal de Alcorcón, y la Ciudad Financiera del Grupo Santander.
El desarrollo urbano actual de Boadilla se orienta a consolidar las áreas protegidas del monte público y del parque regional del río Guadarrama, y a desarrollar el resto de suelo libre en diversas zonas de actuación diferentes: Valenoso, los Fresnos, el Pastel, etc.

## Comunicaciones
La única vía perteneciente a la red de interés general del Estado que atraviesa el término municipal de Boadilla del Monte es la autopista de circunvalación M-50, que lo recorre de norte a sur dividiendo el municipio y las áreas residenciales en dos mitades. Para atenuar los efectos negativos de esta infraestructura existen dos túneles que salvan parte del monte de Boadilla y la urbanización de Valdepastores (respectivamente túnel de Boadilla y túnel de Valdepastores), mientras que en el área de los nuevos desarrollos urbanísticos del residencial siglo XXI se optó por una atenuación acústica basada en la construcción en trinchera y en la instalación de pantallas absorbentes.
El resto de carreteras que comunican el municipio pertenecen a la red de la Comunidad de Madrid. La antigua M-511 que la comunicaba con Madrid (a través de Campamento y la A-5) y con Villaviciosa de Odón (donde enlazaba con la M-501) fue transformada con el crecimiento demográfico del municipio en autovía y pasó a formar parte de la autovía de los Pantanos M-501. La M-513 asegura la comunicación del municipio con Pozuelo de Alarcón (y desde ahí hacia Madrid por Aravaca y Moncloa) y Brunete. Estas dos carreteras además comunican Boadilla con la urbanización de Montepríncipe (separada del resto de las áreas urbanizadas) y con la autopista de circunvalación M-40. Esta lista la completa la carretera M-516 que enlaza Boadilla con Majadahonda (aunque esta función ha sido en buena medida absorbida por la M-50) y da acceso a algunas de las urbanizaciones noroeste.
Boadilla del Monte dispone de cuatro líneas de autobuses que comunican con Madrid (571, 573, 591 y 574) y una línea de autobús nocturno (N905). Dispone también de otras cinco líneas que comunican con algunos de los municipios limítrofes de la zona (565, 566, 567, 575) con conexiones directas a las ciudades de Majadahonda, Brunete, Pozuelo y Villaviciosa de Odón. Por último, dispone de cuatro líneas urbanas que facilitan los desplazamientos entre los nuevos desarrollos urbanísticos.
El 27 de julio de 2007 se abrió al público la línea ML-3 de tren ligero, que conecta Boadilla del Monte con la estación de Metro de la ciudad de Madrid Colonia Jardín, teniendo sus principales paradas en el término municipal de Boadilla del Monte en el sector B, rodeando el casco antiguo y parando también en la ciudad financiera del Banco Santander.

## Monumentos y lugares de interés
Palacio del Infante don Luis
Construido en el siglo XVIII. Tras un prolongado deterioro, la propiedad fue vendida por la familia Rúspoli al ayuntamiento de la localidad.
Se ha utilizado como escenario para el rodaje de filmes recientes como Las brujas de Zugarramurdi, de Álex de la Iglesia, o Los fantasmas de Goya, de Miloš Forman, además de otras películas importantes del cine.
Fuente de Ventura Rodríguez
Se halla en las inmediaciones del palacio, diseñada por este arquitecto.
Convento de la Encarnación
Conjunto arquitectónico de convento e iglesia, situado en la plaza del Rosario que data de 1674 y que fue promovido por Juan González de Uzqueta y Valdés y su esposa, María de Vera Barco y Gasca, con el propósito de que Boadilla contase con una comunidad de Carmelitas descalzas.
Iglesia de San Cristóbal
Se trata de una antigua iglesia con reminiscencias mudéjares y que, según la tradición, fue fortaleza árabe.
Museo del Grupo Santander
Englobado en un amplio conjunto (llamado Ciudad financiera) que constituye la actual sede central de la entidad bancaria. El museo exhibe obras de maestros como Cranach, Vicente Macip, Alonso Sánchez Coello, El Greco, Rubens, Van Dyck, Zurbarán, Santiago Rusiñol, Picasso, Miró, José María Sert, Joaquín Sorolla, Francisco Iturrino, Julio Romero de Torres, Alberto Sánchez, Lucio Muñoz, Fernando Zóbel, Eduardo Chillida, Equipo Crónica... y la mayor colección privada de José Gutiérrez Solana. También acoge muestras temporales.

## Administración y política

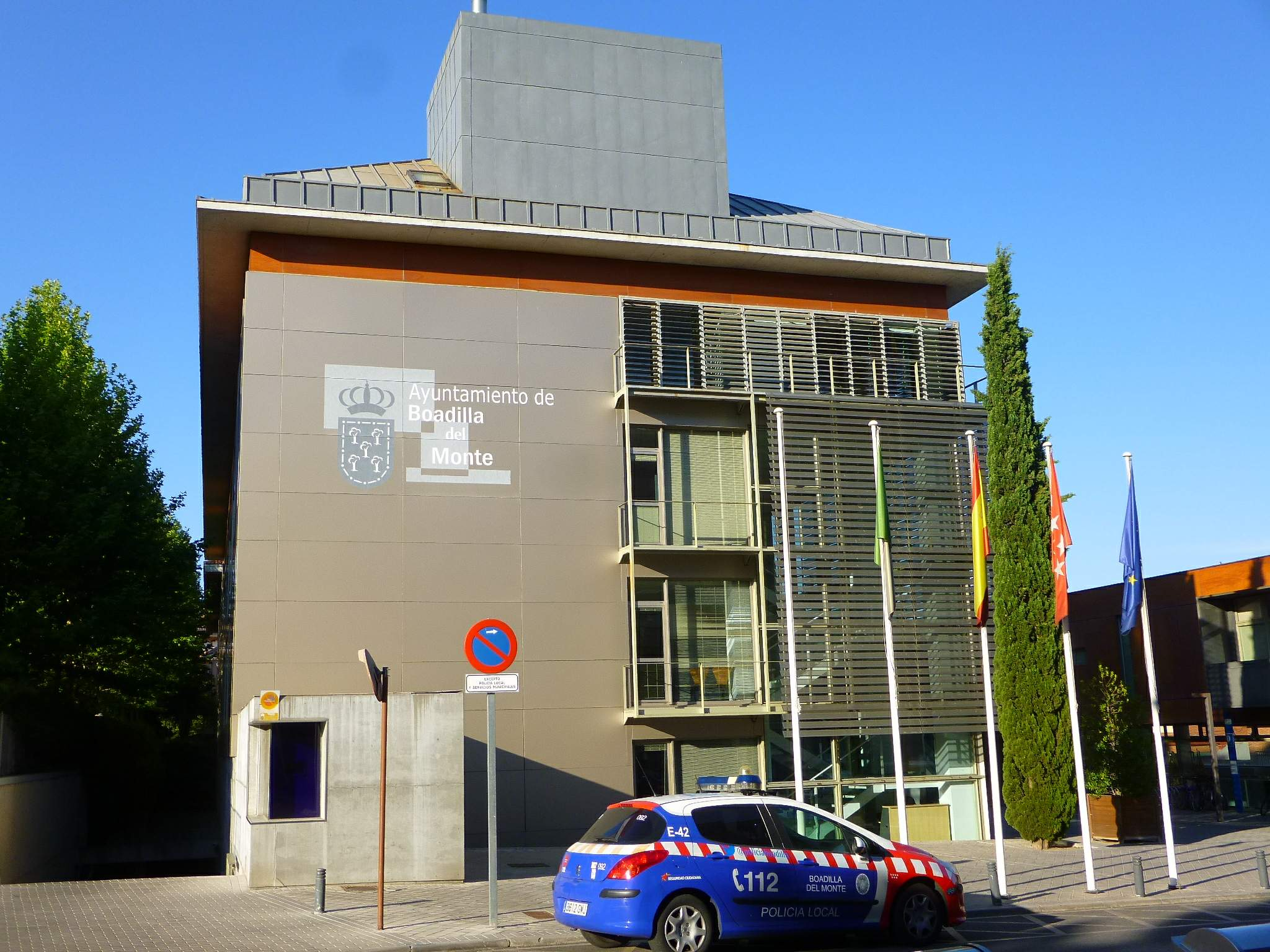
Ayuntamiento de Boadilla del Monte

| Periodo   | Nombre                        | Partido | Partido                           |
| --------- | ----------------------------- | ------- | --------------------------------- |
| 1979-1983 | Rafael Ochoa Gil              |         | Unión de Centro Democrático (UCD) |
| 1983-1987 | Matilde Múgica y Suazo        |         | Alianza Popular (AP)              |
| 1987-1991 | Matilde Múgica y Suazo        |         | Partido Popular (PP)              |
| 1991-1999 | Nieves Fernández Crespo       |         | Partido Popular (PP)              |
| 1999      | Juan Enrique Roda López-Otazu |         | Partido Popular (PP)              |
| 1999-2009 | Arturo González Panero        |         | Partido Popular (PP)              |
| 2009-2011 | Juan Siguero Aguilar          |         | Partido Popular (PP)              |
| 2011      | Mercedes Nofuentes Caballero  |         | Partido Popular (PP)              |
| 2011-2019 | Antonio González Terol        |         | Partido Popular (PP)              |
| 2019-act. | Javier Úbeda Liébana          |         | Partido Popular (PP)              |

| Partido político                         | 2023  | 2023   | 2023       | 2019  | 2019   | 2019       | 2015  | 2015   | 2015       | 2011  | 2011   | 2011       | 2007  | 2007       | 2007       |
| Partido político                         | %     | Votos  | Concejales | %     | Votos  | Concejales | %     | Votos  | Concejales | %     | Votos  | Concejales | %     | Votos      | Concejales |
| Partido Popular (PP)                     | 64,96 | 22 362 | 18         | 50,42 | 14 004 | 15         | 54,77 | 12 728 | 13         | 52,18 | 11 352 | 12         | 63,72 | 12&nbsp551 | 16         |
| Vox                                      | 12,56 | 4289   | 3          | 7,12  | 1980   | 2          | 2,81  | 653    | 0          | —     | —      | —          | —     | —          | —          |
| Partido Socialista Obrero Español (PSOE) | 11,66 | 4017   | 3          | 12,14 | 3374   | 3          | 8,22  | 1911   | 2          | 14,52 | 3159   | 3          | 19,34 | 3810       | 4          |
| Más Madrid (MM)                          | 5,59  | 1925   | 1          | 3,01  | 837    | 0          | —     | —      | —          | —     | —      | —          | —     | —          | —          |
| Ciudadanos (CS)                          | 2,27  | 783    | 0          | 18,62 | 5172   | 5          | 13,71 | 3186   | 3          | —     | —      | —          | —     | —          | —          |
| Podemos-Izquierda Unida (IU)             | 1,56  | 538    | 0          | 2,85  | 793    | 0          | 6,05  | 1406   | 1          | 2,51  | 547    | 0          | 1,75  | 345        | 0          |
| Alternativa por Boadilla (APB)           | —     | —      | —          | 4,34  | 1206   | 0          | 10,29 | 2391   | 2          | 16,24 | 3533   | 4          | 7,58  | 1493       | 1          |
| Unión Progreso y Democracia (UPyD)       | —     | —      | —          | —     | —      | —          | 2,69  | 625    | 0          | 9,83  | 2139   | 2          | —     | —          | —          |

## Cultura

### Educación
En Boadilla del Monte hay 17 escuelas infantiles (3 públicas y 14 privadas), 5 colegios públicos de educación infantil y primaria, 3 institutos de educación secundaria, 8 colegios privados (con y sin concierto) y 1 centro extranjero, y la construcción de la casa de la juventud-auditorio.
En la confluencia de los municipios de Boadilla, Pozuelo de Alarcón y Alcorcón se encuentra la Escuela Técnica Superior de Ingenieros Informáticos de la Universidad Politécnica de Madrid. Ubicada en la urbanización Montepríncipe y perteneciente al Campus de Montegancedo de dicha Universidad.

### Fiestas
Las fechas concretas de las fiestas de la patrona, Ntra. Sra. del Rosario, se establecen el fin de semana coincidente con el día (7 de octubre) o el anterior. En el caso del Patrón, San Babilés, se ha fijado el último domingo de mayo para celebrar la romería en su Honor. También se celebra San Sebastián, El Corpus, La Noche de San Juan, Ntra. Sra. del Carmen y El Día de la Hispanidad (12 de octubre).
Desde el año 2014 se celebra todos los miércoles de Ceniza la fiesta tradicional del Entierro de la sardina en Boadilla del Monte. Aunque es un día laborable, la festividad cuenta con la tradicional procesión del entierro de la sardina y con la quema de la misma al final del recorrido. Esta iniciativa nació de la mano de la academia Pulso Música que junto a miembros de la Peña los Taitantos de Boadilla del Monte han constituido una asociación donde cualquier empadronado en Boadilla se puede inscribir y colaborar anualmente en el evento.